# آني ديفيا
آنّي ديفيا (بالإنجليزية: Anny Divya)‏ هي طيارة هندية، ولدت في 1987 في باثانكوت في الهند.